# ざ

「ざ」の筆順

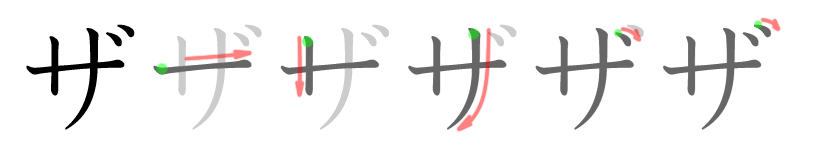
「ザ」の筆順

ざ、ザは、仮名のひとつであり、さ、サに濁点をつけた文字である。日本語の音節のひとつとして用いられ、1モーラを形成する。

## 日本語での発音
- 舌の先を上歯茎に近づけて、隙間から声を摩擦させて通すときに出る有声音（有声歯茎摩擦音）。または、いったん舌を上歯茎に付けて、離すときに、狭い隙間を作って摩擦した音を出す有声音（有声歯茎破擦音）、すなわち「つ」の子音の有声音である。それら二つの「ざ」の発音は、一般的に多くの日本語の話者は聞き分けることをせず、意味上の差異はない。個人差や状況による違いはあるが、語頭では破擦音[dza]となり、母音の後ろでは摩擦音[za]になることが多いと言われている[1]。
- 発音： ざ[ヘルプ/ファイル]

## ざ に関わる諸事項
- 「ザ」は、英語の定冠詞theを表し、日本語での直後の単語の強調として使用されることがある。
- 「ざ」は単体あるいは長音符と共に使用することにより雑音の擬音語として使用されることがある。
- 「ざ」は、打ち消しの助動詞「ず」に係助詞「は」をあわせた打ち消しの仮定を表す表現として使用される。